# 香港第五條過海鐵路
第五條過海鐵路是香港一項已經擱置的基礎建設工程，指第五條跨越維多利亞港的鐵路過海隧道。在《鐵路發展策略2000》，該鐵路被列為長遠發展方案之一，但是尚且未有實際的興建計劃。

## 跨越維港的鐵路的歷史
自2022年5月東鐵綫過海段全線通車後，香港共有四條過海鐵路已落成，依落成次序分別是：
1. 尖沙咀至金鐘，1980年12月12日通車。有關路段從1982年5月10日起撥歸荃灣綫，在此之前由修正早期系統過海。至今仍為使用量最高的過海鐵路。
2. 油塘至鰂魚涌，取道東區海底隧道，1989年8月6日通車。原本是藍田至鰂魚涌，在2002年將軍澳綫啟用後，觀塘綫過海地位被取消，由新設的油塘站連至鰂魚涌站。
3. 九龍至香港（東涌綫與機場快綫共用管道及路軌，名為西區沉管隧道），1998年6月22日及7月6日分階段通車。
4. 紅磡至會展（東鐵綫）：在沙田至中環綫計劃中，興建香港第四條過海鐵路，為一條由紅磡經灣仔連接中環的鐵路、會成爲現時的東鐵綫向南延伸部份。隧道沉管工程2017年展開，2022年5月15日通車[3]。

## 油麻地至天后站的鐵路線

### 2000年前方案（炮台山站）
早在1980年代末，九廣鐵路就有興建過海鐵路的計劃，將九廣鐵路英段（現為港鐵東鐵綫）由旺角站（現時的旺角東站）延長，以地底隧道方式經何文田站及黃埔站，過海到達香港島的炮台山站，再連接維多利亞公園及中環至灣仔填海區，為當時的香港第三條過海鐵路計劃，當時預計在1998年前落成。
接近同一時間，1989年5月，運輸科發表的《香港運輸政策綠皮書》中建議興建油麻地至炮台山鐵路，連接油麻地站及炮台山站，是為第三條過海鐵路，並且明確指出連接油麻地站及炮台山站。但是在1990年的相關白皮書中，第三條過海鐵路的角色由機場鐵路的西區沉管隧道取代，也代表油麻地至炮台山鐵路不會即時發展。

### 2000年後方案（天后站）
唯在《鐵路發展策略2000》的20頁圖11中，政府劃出第五條過海鐵路的定線（圖上其中一個紅色雙頭箭嘴），是由油麻地指向天后站，而北角則與天后站 (兩者皆黑點) 連接，炮台山站成為了藍色點，而且與銅鑼灣北站、會展站和添馬站連接 (3者皆藍點，成為北港島綫)。可以見到，由2000年起港鐵的長遠發展方針為炮台山連接北港島線，而第五條過海鐵路則會連接天后站，但是此方案只被收錄在長遠發展方案內，而另外的方案包括東九龍綫和南港島綫等。

## 東大嶼都會至香港島的鐵路線
連接東大嶼都會至香港島的鐵路有望成為香港第五條過海鐵路。香港政府計劃撥款開展《跨越2030年的鐵路及主要幹道策略性研究》，當中建議的「西部經濟走廊」，為一條由洪水橋新發展區經東涌新市鎮和大嶼山，接駁至東大嶼都會及香港島西區的跨海鐵路，連接港島綫西端終點站，長遠解決屯馬綫和東涌綫載客量飽和，以及嚴重擠迫的問題。